# 阿尔托奈
阿尔托奈（法語：Arthonnay，法語發音：[aʁtɔnɛ]）是法国勃艮第-弗朗什-孔泰大区约讷省的一个市镇，属于阿瓦隆区。

## 地理
阿尔托奈（47°55'56"N, 4°13'47"E）面积25.5 平方千米，位于法国勃艮第-弗朗什-孔泰大區约讷省，该省份为法国中北部内陆省份，西接卢瓦雷省，西北接塞纳-马恩省，南至涅夫勒省，东临科多尔省，东北与奥布省接壤。
与阿尔托奈接壤的市镇（或旧市镇、城区）包括：巴尔诺拉格朗日、布拉日洛涅-博瓦尔、沙讷、维利耶勒布瓦、维隆、沙奈、韦尔托、克吕济勒沙泰勒、坎斯罗、吕尼、特里谢。

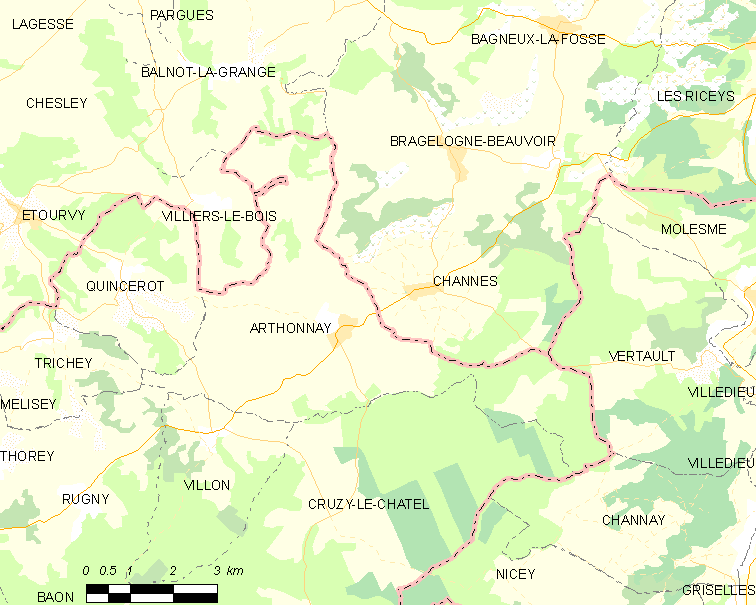
阿尔托奈的OSM定位图

阿尔托奈的时区为UTC+01:00、UTC+02:00（夏令时）。

## 行政
阿尔托奈的邮政编码为89740，INSEE市镇编码为89019。

## 政治
阿尔托奈所属的省级选区为托内鲁瓦县。

## 人口

1962-2008年间阿尔托奈人口变化图示

阿尔托奈于2022年1月1日时的人口数量为150人。